# Arab Contractors
Arab Contractors, también conocida como El-Mokawloon El-Arab (en árabe egipcio: المقاولون العرب), es una empresa de construcción y contratación regional y masiva egipcia fundada en 1955 por Osman Ahmed Osman, un empresario y político egipcio que fue Ministro de Vivienda de Egipto bajo la presidencia de Sadat. La empresa fue nacionalizada después de la Revolución egipcia de 1952. La compañía participó en la construcción de la presa de Asuán y ayudó a los esfuerzos de guerra durante la guerra de 1973. Ha participado en la construcción de varios edificios gubernamentales en Egipto.
La compañía también posee un club de fútbol, El Mokawloon SC, que juega en la Premier League egipcia. Hoy, El-Mokawloon El-Arab es una de las compañías más grandes en todo Oriente Medio y África del Norte con grandes proyectos no solo en Egipto, sino también en Marruecos, Emiratos Árabes Unidos, Argelia, Libia, Líbano y Kuwait.